# Arboretum de Beynost
L’arboretum de Beynost est un arboretum français situé à Beynost dans le département de l'Ain.

## Description

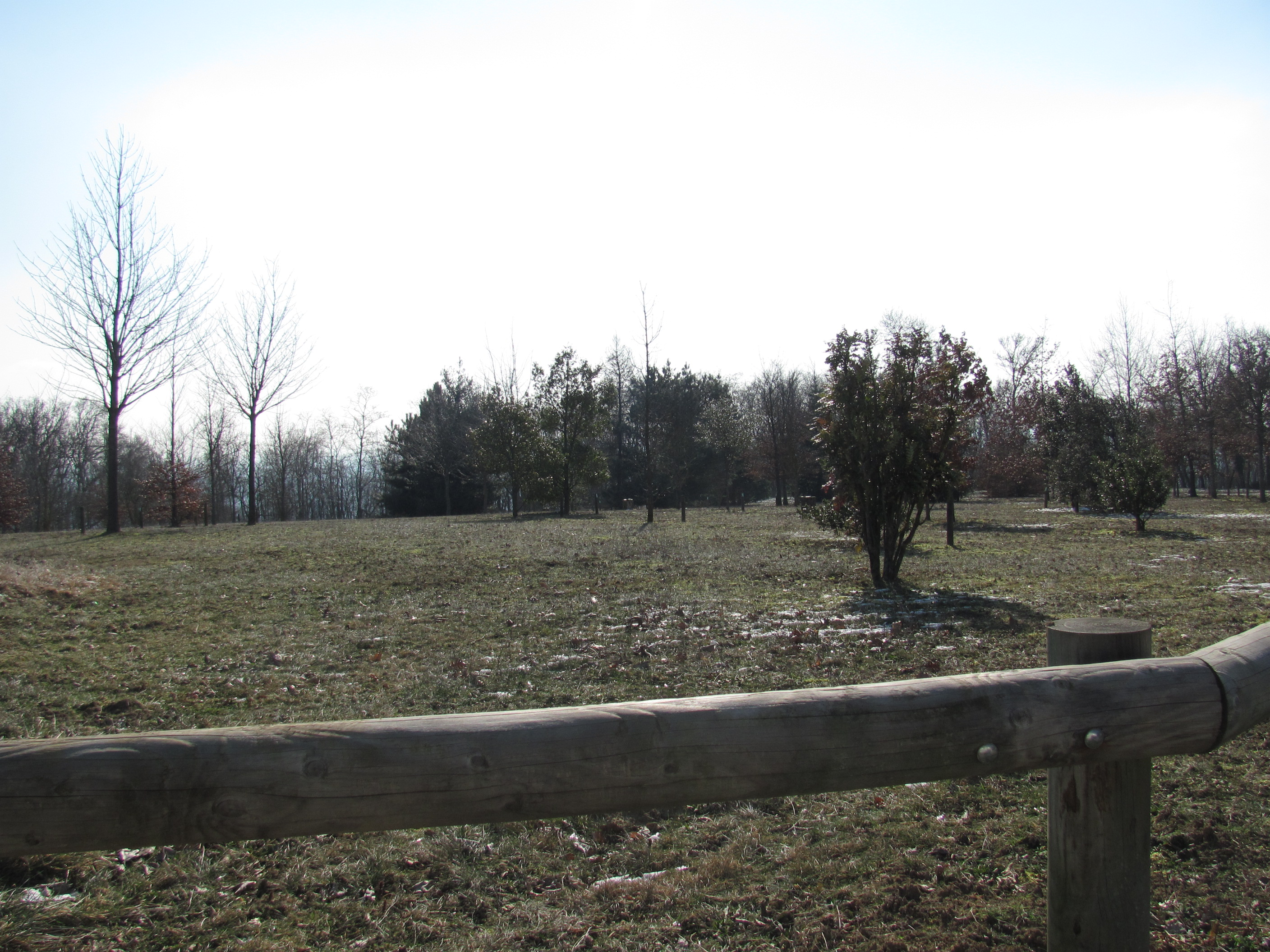
Vue de l'arboretum, en février 2012.

L'arboretum a été créé, à la suite des inondations de 1995 : en effet, cette zone constituée de 350 arbres contribue à stabiliser le sol, en cas de ruissellement sur le coteau de la Côtière, sur lequel se trouve l'arboretum.
En novembre 2014, l'arboretum fait l'objet d'un important abattage puis débardage (à cheval) en vue de la plantation programmée de chênes verts.